# كشافة ناميبيا
كشافة ناميبيا هي المنظمة الكشفية الوطنية في ناميبيا. و تخدم 2845 كشاف (اعتبارا من 2011).
تأسست الحركة الكشفية في جنوب غرب أفريقيا في عام 1917 وحتى عام 1990، وكانت الكشفية التي تخدمها شعبة أفريقيا الجنوبية الغربية من الكشافة فيجنوب أفريقيا. أصبحت ناميبيا عضوا في المنظمة العالمية للحركة الكشفية عام 1990.